# 纽约大学文理研究生院
纽约大学文理研究生院（GSAS）是纽约大学内的一所学院，由亨利·米切尔·麦克拉肯于1886年创立，使纽约大学成为美国第二个根据学术表现和考试授予博士学位的学术机构。学院位于银色中心，几个院系在华盛顿广场周围拥有自己的建筑物和房屋。库朗数学科学研究所的研究生项目虽然独立运行，但与研究生院有正式联系。
研究生院与纽约大学斯坦哈特文化、教育和人类发展学院以及纽约大学美术学院一起参加了大学间博士联盟（IUDC），允许博士生在成员机构交叉注册，包括纽约市立大学研究生中心、福特汉姆大学、社会研究新学院、哥伦比亚大学、普林斯顿大学、罗格斯大学和石溪大学。

## 学术
大约有1,600名博士学位学生和3,000名研究生就读于研究生院，来自全美50个州的200多个本科院校以及100多个其他国家。国际学生占学生总数的40%至45%。学院提供48个项目以及许多跨学科和高级学位，包括博士学位、硕士学位和证书。

## 学位
- 非洲研究
- 亚洲/太平洋/美国研究
- 人类学
- 基础医学
- 生物学
- 生物材料
- 生物医学科学
- 化学
- 电影研究
- 经典
- 比较文学
- 计算机科学
- 创意写作
- 东亚研究
- 经济
- 英语
- 环境健康科学
- 人体工程学和生物力学
- 欧洲和地中海研究
- 精美艺术
- 法语
- 法国研究
- 德语
- 希伯来语和犹太教研究
- 历史
- 历史和可持续建筑
- 国际关系
- 爱尔兰和爱尔兰裔美国人研究
- 意大利研究
- John W. Draper人文与社会思想跨学科硕士
- 新闻
- 拉丁美洲和加勒比研究
- 法律与社会
- 语言学
- 数学
- 中东和伊斯兰研究
- 博物馆研究
- 音乐
- 近东研究
- 神经科学
- 性能研究
- 哲学
- 物理
- 诗学与理论
- 政治
- 心理学
- 心理治疗和精神分析博士后项目
- 宗教研究
- 俄罗斯和斯拉夫研究
- 社会学
- 西班牙语和葡萄牙语